# Hatay Büyükşehir Belediye Gençlik ve Spor Kulübü 2023-2024 (pallavolo)
Questa voce raccoglie le informazioni riguardanti l'Hatay Büyükşehir Belediye Gençlik ve Spor Kulübü nelle competizioni ufficiali della stagione 2023-2024.

## Stagione
L'Hatay Büyükşehir Belediye Gençlik ve Spor Kulübü non utilizza alcuna denominazione sponsorizzata nella stagione 2023-24.
Si classifica al quattordicesimo posto in Efeler Ligi, retrocedendo in Voleybol 1. Ligi, mentre in Coppa di Turchia non supera la fase a gironi.

## Organigramma societario
Area direttiva
- Presidente: Metin Açık

Area tecnica
- Allenatore: Hasan Since (fino a dicembre), Ahmet Çoban (da dicembre)
- Allenatore in seconda: Ahmet Çoban (fino a dicembre), Çağrı Mustafa Tan (da dicembre)
- Assistente allenatore: Çağrı Mustafa Tan (fino a dicembre)

## Rosa
| N° | Nome             | Ruolo | Data di nascita  | Nazionalità sportiva |
| -- | ---------------- | ----- | ---------------- | -------------------- |
| 1  | Mohammad Barbast | O     | 14 febbraio 2002 | Iran                 |
| 3  | Berkün Üstündag  | P     | 4 giugno 2001    | Turchia              |
| 4  | Ǵorǵi Ǵorǵiev    | P     | 22 maggio 1992   | Macedonia del Nord   |
| 5  | Turgut Lelik     | C     | 7 maggio 1993    | Turchia              |
| 7  | Fatih Yörümez    | L     | 11 marzo 2000    | Turchia              |
| 8  | Mert Güneş       | S     | 6 agosto 1995    | Turchia              |
| 9  | İsmail Koçak     | S     | 8 dicembre 1991  | Turchia              |
| 10 | Rıfat Çevikel    | P     | 20 ottobre 1992  | Turchia              |
| 11 | Murat Karakaya   | L     | 27 giugno 1987   | Turchia              |
| 12 | Yusuf Eken       | O     | 4 gennaio 2000   | Turchia              |
| 17 | Cüneyt Dağcı     | C     | 13 febbraio 1985 | Turchia              |
| 19 | Isa Karatekin    | C     | 22 ottobre 1999  | Turchia              |
| 23 | Yiğit Aslan      | S     | 28 maggio 2005   | Turchia              |
| 24 | Davide Kovač     | S     | 19 novembre 1999 | Serbia               |
| 37 | Görkem Sertel    | C     | 27 ottobre 1992  | Turchia              |
| 99 | Pavel Kuklinski  | S     | 18 dicembre 1989 | Bielorussia          |

## Statistiche

### Statistiche di squadra
| Competizione     | Punti | In casa | In casa | In casa | In trasferta | In trasferta | In trasferta | Totale | Totale | Totale |
| Competizione     | Punti | G       | V       | P       | G            | V            | P            | G      | V      | P      |
| ---------------- | ----- | ------- | ------- | ------- | ------------ | ------------ | ------------ | ------ | ------ | ------ |
| Efeler Ligi      | 7     | 13      | 1       | 12      | 13           | 0            | 13           | 26     | 1      | 25     |
| Coppa di Turchia | 0     | 0       | 0       | 0       | 0            | 0            | 0            | 2      | 0      | 2      |
| Totale           | -     | 13      | 1       | 12      | 13           | 0            | 13           | 28     | 1      | 27     |

G = partite giocate; V = partite vinte; P = partite perse

### Statistiche dei giocatori
| Giocatore    | Campionato | Campionato | Campionato | Campionato | Campionato | Coppa di Turchia | Coppa di Turchia | Coppa di Turchia | Coppa di Turchia | Coppa di Turchia | Totale | Totale | Totale | Totale | Totale |
| Giocatore    | P          | PT         | AV         | MV         | BV         | P                | PT               | AV               | MV               | BV               | P      | PT     | AV     | MV     | BV     |
| ------------ | ---------- | ---------- | ---------- | ---------- | ---------- | ---------------- | ---------------- | ---------------- | ---------------- | ---------------- | ------ | ------ | ------ | ------ | ------ |
| Y. Aslan     | 19         | 110        | 92         | 8          | 10         | -                | -                | -                | -                | -                | 19     | 110    | 92     | 8      | 10     |
| M. Barbast   | 13         | 187        | 167        | 13         | 7          | 0                | 0                | 0                | 0                | 0                | 13     | 187    | 167    | 13     | 7      |
| R. Çevikel   | 8          | 9          | 3          | 3          | 3          | 2                | 2                | 2                | 0                | 0                | 10     | 11     | 5      | 3      | 3      |
| C. Dağcı     | 23         | 122        | 68         | 47         | 7          | 2                | 8                | 5                | 3                | 0                | 25     | 130    | 73     | 50     | 7      |
| Y. Eken      | 22         | 186        | 172        | 6          | 8          | 2                | 27               | 25               | 1                | 1                | 24     | 213    | 197    | 7      | 9      |
| Ǵ. Ǵorǵiev   | 7          | 4          | 3          | 1          | 0          | -                | -                | -                | -                | -                | 7      | 4      | 3      | 1      | 0      |
| M. Güneş     | 16         | 102        | 85         | 10         | 7          | 2                | 22               | 20               | 1                | 1                | 18     | 124    | 105    | 11     | 8      |
| M. Karakaya  | 15         | 0          | 0          | 0          | 0          | 2                | 0                | 0                | 0                | 0                | 17     | 0      | 0      | 0      | 0      |
| I. Karatekin | 22         | 89         | 58         | 23         | 8          | 2                | 5                | 3                | 1                | 1                | 24     | 94     | 61     | 24     | 9      |
| İ. Koçak     | 18         | 77         | 70         | 3          | 4          | 2                | 13               | 13               | 0                | 0                | 20     | 90     | 83     | 3      | 4      |
| D. Kovač     | 21         | 246        | 213        | 14         | 19         | 0                | 0                | 0                | 0                | 0                | 21     | 246    | 213    | 14     | 19     |
| P. Kuklinski | 9          | 92         | 86         | 5          | 1          | -                | -                | -                | -                | -                | 9      | 92     | 86     | 5      | 1      |
| T. Lelik     | 20         | 25         | 15         | 8          | 2          | 2                | 1                | 0                | 1                | 0                | 22     | 26     | 15     | 9      | 2      |
| G. Sertel    | 6          | 17         | 10         | 7          | 0          | -                | -                | -                | -                | -                | 6      | 17     | 10     | 7      | 0      |
| B. Üstündag  | 25         | 33         | 23         | 7          | 3          | 2                | 0                | 0                | 0                | 0                | 27     | 33     | 23     | 7      | 3      |
| F. Yörümez   | 25         | 0          | 0          | 0          | 0          | 2                | 0                | 0                | 0                | 0                | 27     | 0      | 0      | 0      | 0      |

P = presenze; PT = punti totali; AV = attacchi vincenti; MV = muri vincenti; BV = battute vincenti